# Enconista exustaria
Enconista exustaria är en fjärilsart som beskrevs av Otto Staudinger 1901. Enconista exustaria ingår i släktet Enconista och familjen mätare. Inga underarter finns listade i Catalogue of Life.